# المدرسة الملكية (ديك) للدراسات البيطرية
المدرسة الملكية (ديك) للدراسات البيطرية (بالإنجليزية: Royal (Dick) School of Veterinary Studies)‏ يشار إليها عادة باسم ديك فيت ، هي المدرسة البيطرية بجامعة إدنبره في اسكتلندا وجزء من كلية الطب والطب البيطري ورئيسها السير جون سافيل . ديفيد أرغيل هو رئيس المدرسة منذ 1 نوفمبر 2011.
تم تصنيف المدرسة في المرتبة الأولى في المملكة المتحدة من قبل حكومة المملكة المتحدة في إطار التميز البحثي لعام 2014 وممارسة تقييم البحث لعام 2008 (RAE) والثانية في المملكة المتحدة من خلال دليل الجامعة الكامل لعام 2014 ودليل تايمز للجامعة الجيدة 2014 للدراسات البيطرية. في عام 2015 ، صنفت الكلية من قبل تصنيفات QS العالمية للجامعة التاسعة في العالم للطب البيطري.

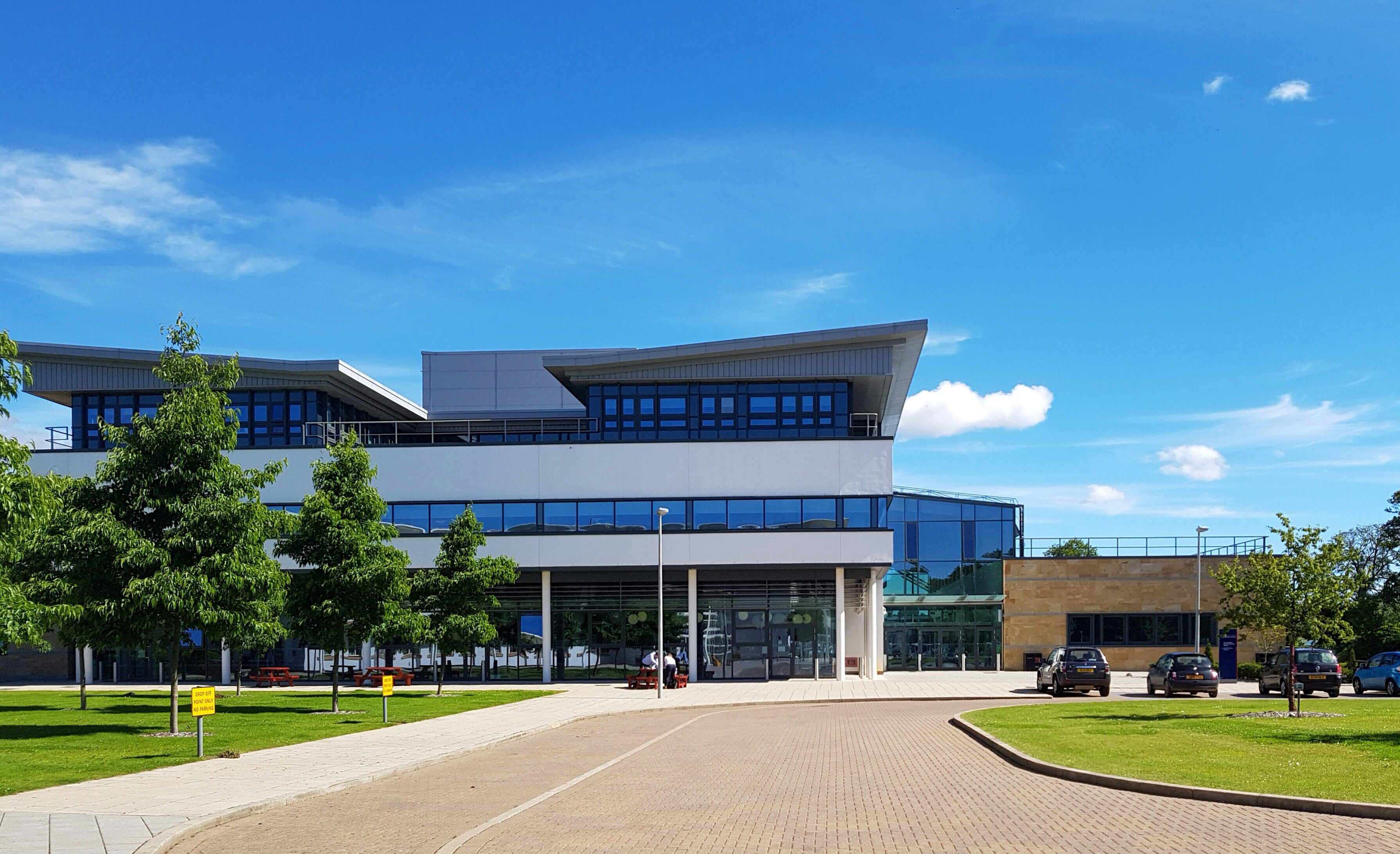
المبنى الرئيسي للمدرسة الملكية (ديك) للدراسات البيطرية.

## روابط خارجية
- الموقع الرسمي
- "الدعم الملكي لاستثمار 40 مليون جنيه استرليني في كلية الطب البيطري"، هيرالد، 13 يونيو 2006